# Epároz
Epároz es un lugar español del municipio de Urraúl Alto, perteneciente a la Comunidad Foral de Navarra.

## Toponimia
El nombre del lugar puede encontrarse referido en euskera como Eparotz.

## Historia
Hacia mediados del siglo XIX, el lugar, ya por entonces perteneciente a Urraúl Alto, tenía contabilizada una población de 56 habitantes. Aparece descrito en el séptimo volumen del Diccionario geográfico-estadístico-histórico de España y sus posesiones de Ultramar de Pascual Madoz con las siguientes palabras:

EPAROZ: l. del ayunt. y valle de Urraul Alto, en la prov. y c. g. de Navarra, aud. terr. y dióc. de Pamplona (6 leg.), part. jud. de Aoiz (2). sit. en los bordes y márgen izq. de un riach. y en el declive oriental de un monte, le combate el viento N. y alguna vez el S., y se padecen inflamaciones catarrales y reumatismos. Tiene 9 casas, igl. parr. (San Andres), servida por un vicario, cementerio contiguo y al S. de la igl. Confina el térm. N. Erizcuren; E. Ezcariz; S. Irurozqui, y O. el cast. de Cestovi ó Chartoya. El terreno es arcilloso y de pizarra; en él se encuentran 2 montes, uno poblado de robles y otro de maleza y bojes; le atraviesa un pequeño r. que nace en el puerto de Aceta. Los caminos son locales y en mal estado. El correo se recibe de Aoiz y Lumbier por propio. prod. trigo, avena, cebada, yeros, legumbres y pastos; cria de ganado lanar, vacuno, cabrio y de cerda; caza de perdices y liebres; pesca de truchas, anguilas, barbos y madrillas. comercio: la esportacion de sus producciones sobrantes y la importacion de art. de primera necesidad que faltan. pobl.: 9 vecinos y 56 hab. riqueza y contr.: (V. el Valle.)
(Madoz, 1847, p. 495)

En 2023, la entidad singular de población tenía empadronados 8 habitantes.

## Patrimonio

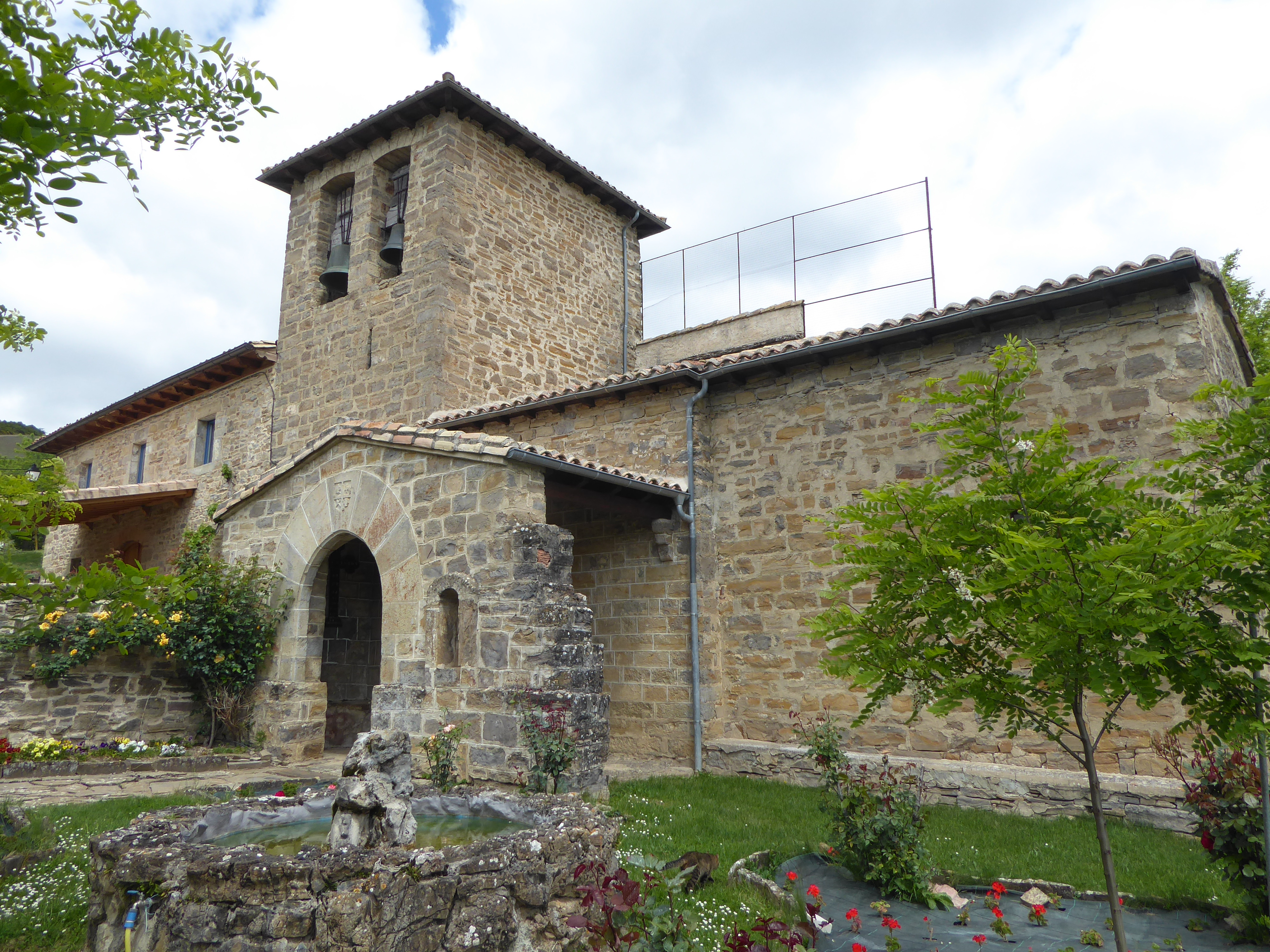
La iglesia de San Andrés

Hay en el lugar una iglesia de San Andrés y un monasterio de Santa Fe.